# 尤瓦里国家森林
尤瓦里国家森林（英語：Uwharrie National Forest，當地 /juːˈwɑːri/ yoo-WAH-ree）是一座受美国联邦政府管控的国家森林地区，主要位于北卡罗来纳州中南部的蒙哥馬利縣，但在蘭道夫縣和戴維森縣也有少许分布。尤瓦里国家森林是北卡罗来纳州最小的一座国家森林，总面积50,645英畝（204.95平方）。